# Lingula translucida
Lingula translucida is een soort in de taxonomische indeling van de armpotigen. De armpotige is een vastzittend dier met een tweekleppige schelp. Het voedingsapparaat van het dier is een lofofoor, een ring met daarop holle tentakels. Op die lofofoor zitten cilia, kleine zweephaartjes, waarmee een waterstroom naar de mond opgewekt wordt.
De armpotige behoort tot het geslacht Lingula en behoort tot de familie Lingulidae. De wetenschappelijke naam van de soort werd voor het eerst geldig gepubliceerd in 1920 door Dall.